# Škoda MU-2
Škoda MU-2 – czechosłowacka prototypowa tankietka z okresu międzywojennego

## Historia konstrukcji
W 1931 roku w zakładach Škoda w Pilźnie opracowano tankietkę oznaczoną jako MU-2 na podwoziu Vickers Carden Loyd, pomimo tego, że Czechosłowacja nie posiadała licencji na to podwozie. Natomiast konstruktorzy zaprojektowali do niego oryginalną obrotową wieżę, która miała możliwość obrotu o 290°.
Wobec braku zainteresowania tą tankietką oraz braku licencji na zastosowane podwozie, zbudowano jedynie prototyp tej tankietki, a doświadczenia w jej budowanie wykorzystano do opracowania kolejnych tankietek i czołgów.

## Użycie
Tankietka ta służyła jedynie do prób fabrycznych. 

## Opis pojazdu
Tankietka MU-2 zbudowana została w oparciu o podwozie brytyjskiej tankietki Vickers Carden Loyd, na którym zamontowano obrotową wieżę w której zamontowano ciężki karabin maszynowy kal. 7,92 mm. Tankietka była opancerzona, lecz pancerz miał grubość od 4 do 5,5 mm. Napęd stanowił silnik benzynowy, 4-cylindrowy, chłodzony powietrzem o mocy 33 KM.